# Van Abbemuseum

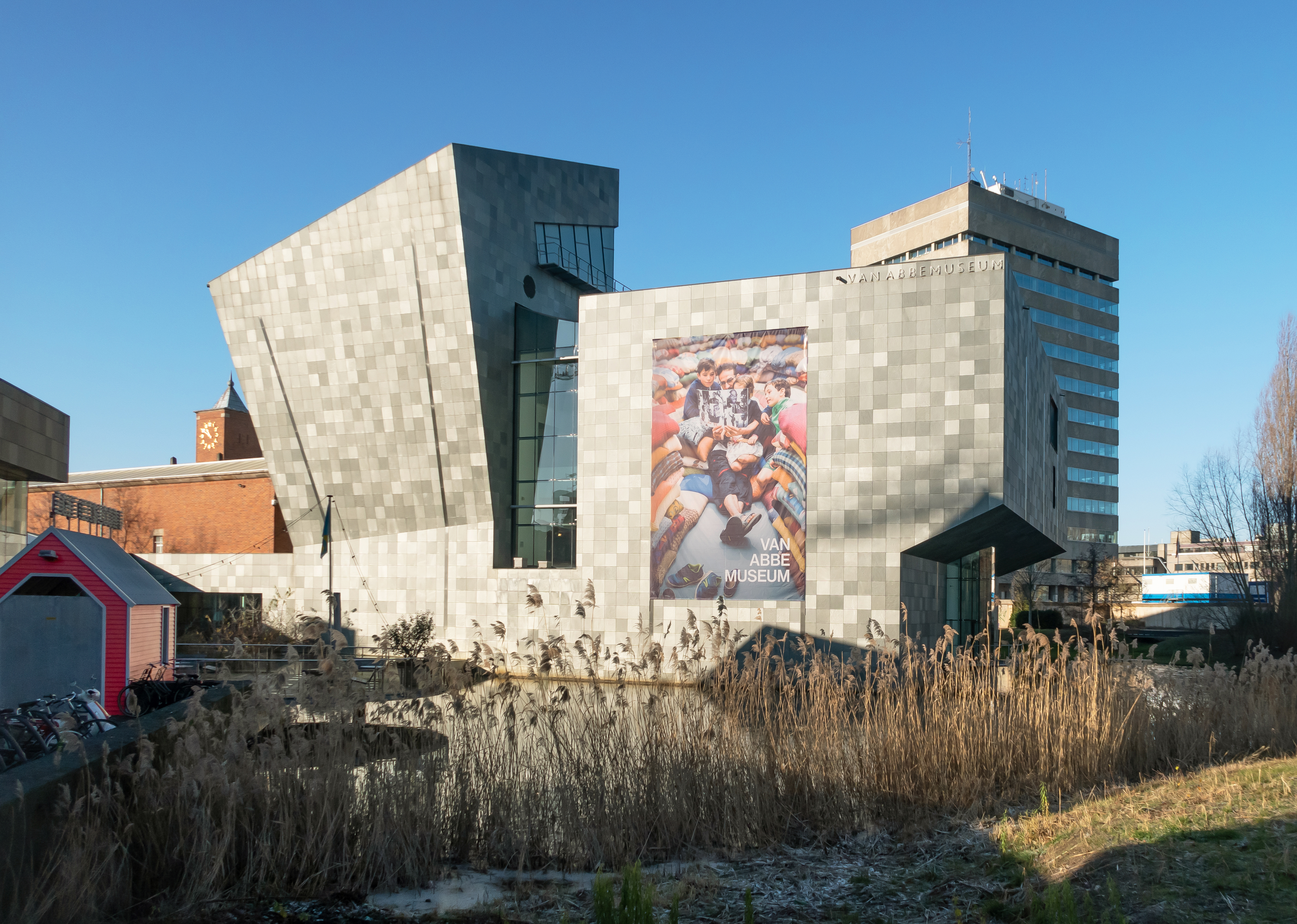
Van Abbemuseum in 2019

Het Van Abbemuseum is een museum voor moderne en hedendaagse kunst in het centrum van de Noord-Brabantse stad Eindhoven. Het museum werd in 1936 geopend. Het Van Abbemuseum is vernoemd naar zijn oprichter Henri van Abbe. Van Abbe was een liefhebber van moderne kunst en wilde Eindhoven daar van mee laten genieten. De collectie van het museum herbergt anno 2010 ruim 2700 kunstwerken, waarvan ongeveer 1000 werken op papier, 700 schilderijen en 1000 sculpturen, installaties en videowerken.
Het museum is in het bezit van een van de grootste collecties kunstwerken wereldwijd van de Rus El Lissitzky. Tevens beschikt het over werken van Pablo Picasso en Wassily Kandinsky.

## Ontstaan

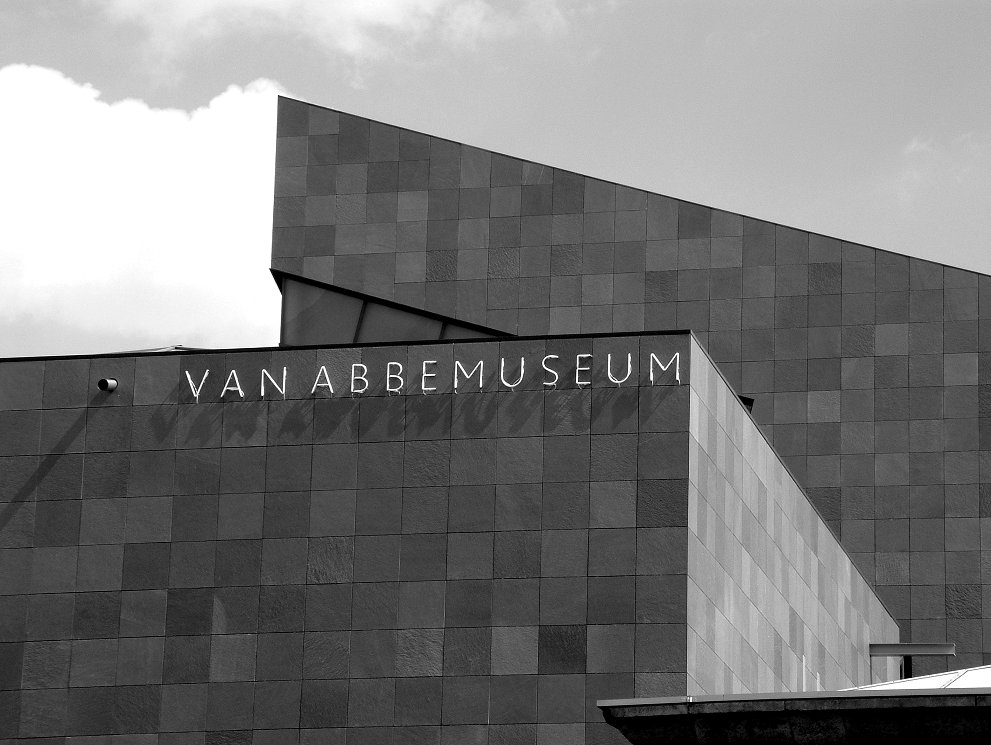
een deel van de nieuwbouwvleugel

Het Van Abbemuseum is gesticht door Henri van Abbe. Deze was sigarenfabrikant aan het eind van de 19e, begin 20e eeuw. In Eindhoven had hij enkele fabrieken. Tevens was hij een verwoed kunstverzamelaar, voornamelijk van moderne kunst. In de jaren 1930 besloot hij een deel van zijn collectie tentoon te stellen, waarvoor hij het Van Abbemuseum liet bouwen. Het zou een plek worden waar de hele bevolking kennis kon maken met de geheimen van hedendaagse kunst en ervan kon genieten. De collectie bestond destijds nog voornamelijk uit kunstwerken die Henri van Abbe zelf had aangekocht en ter beschikking had gesteld. Voor de bouw van het zogenoemde 'Stedelijk Museum Van Abbe' schonk Henri van Abbe 150.000 gulden, en bovendien nog een bedrag van 35.000 gulden, 'voor den aankoop van nieuwe schilderijen'. Hiervoor stelde Van Abbe 26 schilderijen uit eigen collectie ter aankoop voor. Het duurste werk betrof 'liggend naakt' van Jan Sluijters, ter waarde van 3.500 gulden. De eerste portier van het Van Abbemuseum herinnerde zich in het Eindhovens Dagblad dat hij dit schilderij altijd moest verwijderen uit de tentoonstellingszaal als er kinderen kwamen: "Dat mochten ze niet zien."
Het gebouw kreeg een plaats aan de Dommel in het centrum van Eindhoven. Het gebouw is ontworpen door architect A.J. Kropholler in traditionalistische stijl. In het museum, dat in 1936 werd geopend, werd de Van Abbe Collectie tentoongesteld. In de tweede helft van de vorige eeuw maakte het museum ook een fikse groei door en aan het einde van het millennium bleek het museum volstrekt uit zijn jasje gegroeid. Het bestaande museumgebouw was te klein geworden en niet langer geschikt voor een eigentijds museumbeleid en een moderne bedrijfsvoering; museaal en technisch was het gebouw verouderd en moderne publieksvoorzieningen ontbraken. Tevens was het museum flink gegroeid op vele gebieden, zoals de collectie, de bibliotheek en het aantal medewerkers. Er werd besloten tot een grondige verbouwing waarbij het museum ongeveer vijf keer zo groot zou geworden. In 2003 is het hernieuwde Van Abbemuseum geopend. Het museum positioneert zich heden ten dage als een groot en publieksgericht museum op het gebied van moderne kunst.

## Collectie

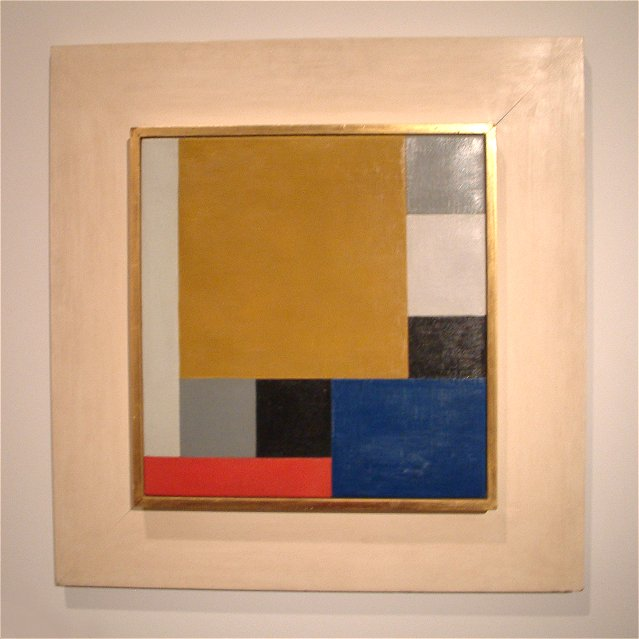
Theo van Doesburg. Compositie XXII. 1922.

De kunstverzameling is in 1909 gestart door Henri van Abbe. Hij kocht kunstwerken die voornamelijk bedoeld waren voor zijn eigen huis aan de Bilderdijklaan in het Eindhovense centrum. Samen met Carl Alandt, een Amsterdamse vriend uit de tabakshandel, bezocht hij tentoonstellingen. Daar maakte hij kennis met het werk van schilders als Jan Sluyters, Lizzy Ansingh en Carel Willink, van wie hij schilderijen kocht. Ook beschikte Van Abbe over werken van Isaac Israëls. Via het museum groeide zijn bezit langzamerhand uit tot de Van Abbe Collectie met anno 2008 bijna 3000 werken.
De collectie beschikt over een groot aantal werken van El Lissitzky, alsmede werken van Pablo Picasso, Georges Braque, Wassily Kandinsky, Marc Chagall, Fernand Léger, Theo van Doesburg en Piet Mondriaan. Ook zijn er werken van naoorlogse kunstenaars als Joseph Beuys, Marcel Broodthaers, Anselm Kiefer, Jannis Kounellis, Rebecca Horn, Hanne Darboven en Sigmar Polke.
Ook West-Europese kunstenaars van de jaren 1980-1990 zijn vertegenwoordigd, waaronder Jan Vercruysse, Jean-Marc Bustamante, Thomas Schütte, Juan Muñoz, René Daniëls, Marijke van Warmerdam, Douglas Gordon, Aernout Mik, Danny Matthys en Pierre Huyghe. Na 2004 is er meer focus op internationale ontwikkelingen. Kunstwerken van Dan Perjovschi, Wilhelm Sasnal, Nedko Solakov, Tintin Wulia, Akram Zaatari, Yael Bartana, Agung Kurniawan, Surasi Kusolwong en anderen zijn aangekocht voor de collectie.
Ook zijn er voorbeelden te zien van de Amerikaanse kunst na 1960 met Robert Morris, Donald Judd, Carl Andre, Sol LeWitt, Bruce Nauman en Lawrence Weiner en met de westcoastkunstenaars als John Baldessari en Ed Ruscha.
Belangrijke kunststromingen vertegenwoordigd in de collectie zijn onder meer het kubisme, De Stijl, het constructivisme, expressionisme, Nederlandse figuratieve kunst van het interbellum, Cobra, École de Paris, Zero, neoconstructivisme, de materieschilders, minimal art, conceptuele kunst, Duitse schilderkunst uit de jaren zeventig en tachtig en meer recent samengestelde gehelen van eigentijdse sculptuur, installaties en videokunst.
Enkele bekende schilderijen in het museum zijn onder meer Hommage à Apollinaire (1921) van Chagall en Die Macht der Musik (1918) van Oskar Kokoschka, maar ook recentere werken als Voglie vedere i miei montagne (Beuys, 1971), Tapis de Sable (Broodthaers, 1974) en de installatie Categorical Imperative and Morgue (1999) van Mike Kelley.

## Het gebouw

### Exterieur

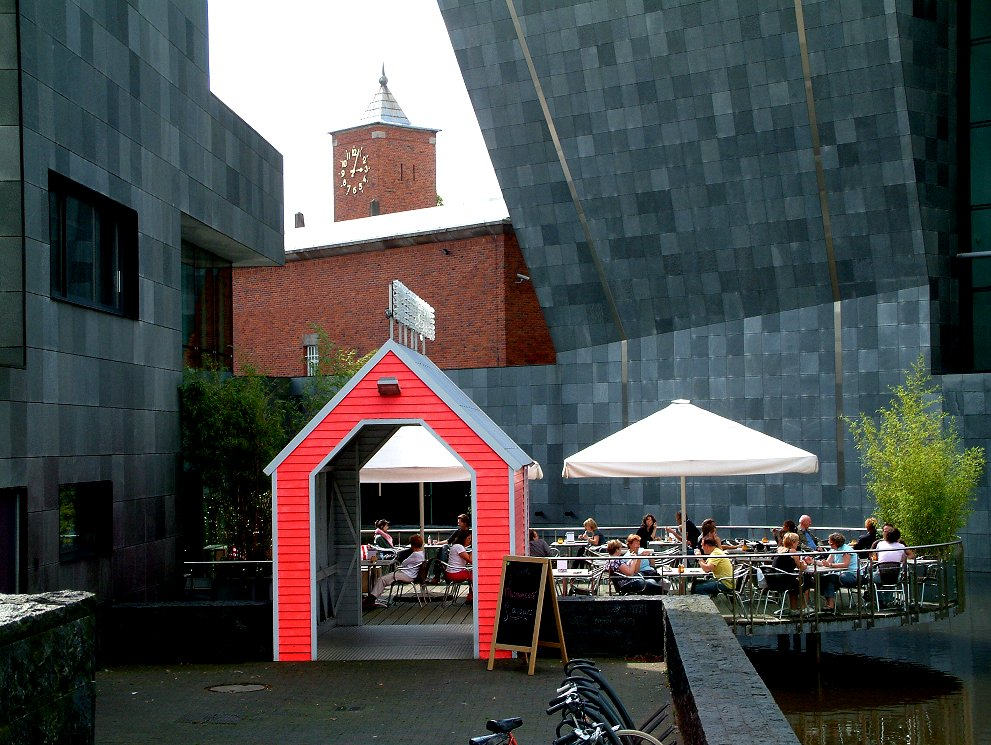
Nieuwbouw en oudbouw. Op de voorgrond het huisje van Körmeling

Het Van Abbemuseum ligt aan de Dommel en de monumentale ingang is gericht op de villa's van de toenmalige buitenwijken van Den Elzent. Buiten voor het museum staat een kunstwerk van Rodin. Het gebouw zelf bestaat uit twee delen: een oud gedeelte dat in 1936 is opgeleverd en een nieuw gedeelte dat sinds 2003 bestaat. Kenmerkend voor het oude gedeelte is de sobere vormgeving, waarbij de toren boven de ingang het enig accent vormt en het gesloten uiterlijk, dat een contrast vormt met de zalen met bovenlichten. Zo moesten de bezoekers afgezonderd van het rumoer van de buitenwereld ongestoord van kunst kunnen genieten. Overeenkomstig de opvattingen van het traditionalisme, waarvan Kropholler een belangrijke exponent was, is gebruikgemaakt van typisch Nederlandse bouwmaterialen. Het torentje boven de ingang is kenmerkend voor die traditionele bouw. Lateien en andere bijzondere gevelelementen zijn van natuursteen gemaakt. De tentoonstellingszalen krijgen daglicht via daklichten. Kropholler liet zich bij het ontwerp van het Van Abbemuseum inspireren door de vormen van traditionele gebouwen. Dit is te zien aan de gesloten baksteengevels, de symmetrie van het gebouw en monumentale elementen als de klokkentoren en de trap met beeldhouwwerken. Het gebouw is een Rijksmonument. Bij de trap voor de ingang staan twee beelden van paarden. Deze zijn gemaakt door John Rädecker. Het onderkomen werd eind 20e eeuw te klein, zodat werd besloten tot renovatie van het oude gebouw en de bouw van een geheel nieuwe vleugel. De oudbouw heeft tien zalen.

#### Nieuwbouw
Het ontwerp van de nieuwbouw is van architect Abel Cahen. Zijn eerste ontwerp werd afgekeurd. Cahen maakte een ontwerp waarbij de uitbreiding boven op het oude gebouw zou komen te staan, wat woedende reacties uitlokte. Toen werd in 1993 de Henri van Abbe Stichting opgericht, omdat het gemeentebestuur van plan was het oude Van Abbemuseum te laten verdwijnen in de geplande nieuwbouw. Dat hebben de initiatiefnemers van de stichting met behulp van de gemobiliseerde Eindhovense bevolking weten te voorkomen. Hierop zijn er nieuwe ontwerpen gemaakt, onder meer door Cahen, waarbij het nieuwe ontwerp wel de goedkeuring had. Het resultaat is een nieuw museum dat een combinatie vormt van moderne en jarendertigarchitectuur, waarbij een herkenbaar gebouw in het stadsbeeld behouden is gebleven. Cahen maakte daarna een nieuw ontwerp waarbij de uitbreiding achter het oude gebouw kwam te staan. De nieuwbouw is vier keer zo groot als de oudbouw en vormt een bijzondere aanvulling op de Nederlandse museumarchitectuur. De nieuwbouw is bekleed met grijze leisteen en heeft een 26 meter hoge grijze toren van vijf verdiepingen. De naastgelegen rivier de Dommel is verbreed, zodat delen van het museum aan een binnenmeer liggen. De vloeroppervlakte is 9.825 m² en het volume: 7.150 m³
Deze aanbouw is op 17 januari 2003 geopend door koningin Beatrix.

### Interieur

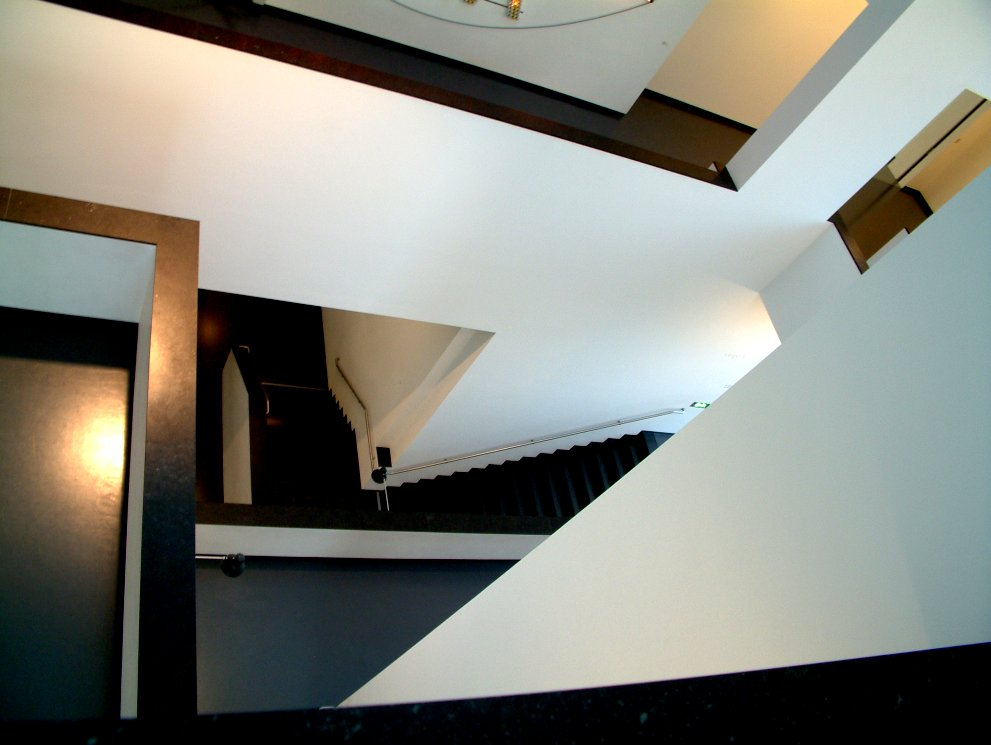
Doorkijk van vijf verdiepingen in de nieuwbouw

Binnen het museum zijn vele (nieuwe) faciliteiten ontworpen door de Belgische vormgever Maarten van Severen. Er is een auditorium gebouwd dat onder meer ruimte biedt voor de educatieve begeleiding van de tentoonstellingen en collectiepresentaties, maar dat ook wordt gebruikt voor autonome aulaprogramma’s zoals lezingen, filmvoorstellingen, cursussen en seminars; allen gericht op kunstthema’s. Het auditorium heeft de naam van de schenkers ervan, Jan en Jeroen van Abbe, en is door Philips voorzien van alle moderne multimediamogelijkheden. Van Severen heeft ervoor speciale theaterstoelen ontworpen. Het auditorium biedt plaats aan 115 personen.
Daarnaast is de bibliotheek vernieuwd, die behoort tot de betere kenniscentra voor beeldende kunst in Nederland. De bibliotheek beschikt over meer dan 120.000 titels op het gebied van tentoonstellings- en collectiecatalogi, boeken, tijdschriften, maar ook niet-boekmaterialen als cd-roms, cd's, video's en dvd’s behoren tot de bibliotheek. De bibliotheek beschikt behalve over een leeszaal, inclusief faciliteiten, over een studiebioscoop. Naast een wisselend programma van kunstenaarsfilms en video's uit de collectie zijn in de studiebioscoop ook films op aanvraag te zien. De bibliotheek beheert ook de archieven van het museum. Tevens is er een museumcafé/restaurant, met een terras gelegen aan de Dommel. Verder beschikt het museum over een museumwinkel. Het museum heeft naast de hoofdingang een ingang aan de nieuwbouwkant, waar het mogelijk is om via het restaurant en langs de hal alvast sfeer te proeven, zonder direct toegang tot het museum te hoeven betalen. Die toegang gaat via het huisje van Körmeling. Hierdoor kent het een apart geheel dat ook buiten openingstijden van het museum dienstdoet voor evenementen en feesten. Deze interieurinrichtingen, met name de bibliotheek, museumshop, kassa/informatiebalie en cafetaria zijn ontworpen door Van Severen. Daglicht is het belangrijkste thema binnen het nieuwe ontwerp. De verschillende ruimten zijn zo in elkaar geschoven, dat de marge die overblijft als lichtdoorlaat dient voor de verdieping eronder. De gevel van het Van Abbemuseum gebouw functioneert als een grote lichtvanger. 's Nachts verandert het museum in een lichtbaken van de stad Eindhoven. Ook in de ingesloten binnenruimte, die een patio en beeldentuin bevat, komt het thema licht naar voren.

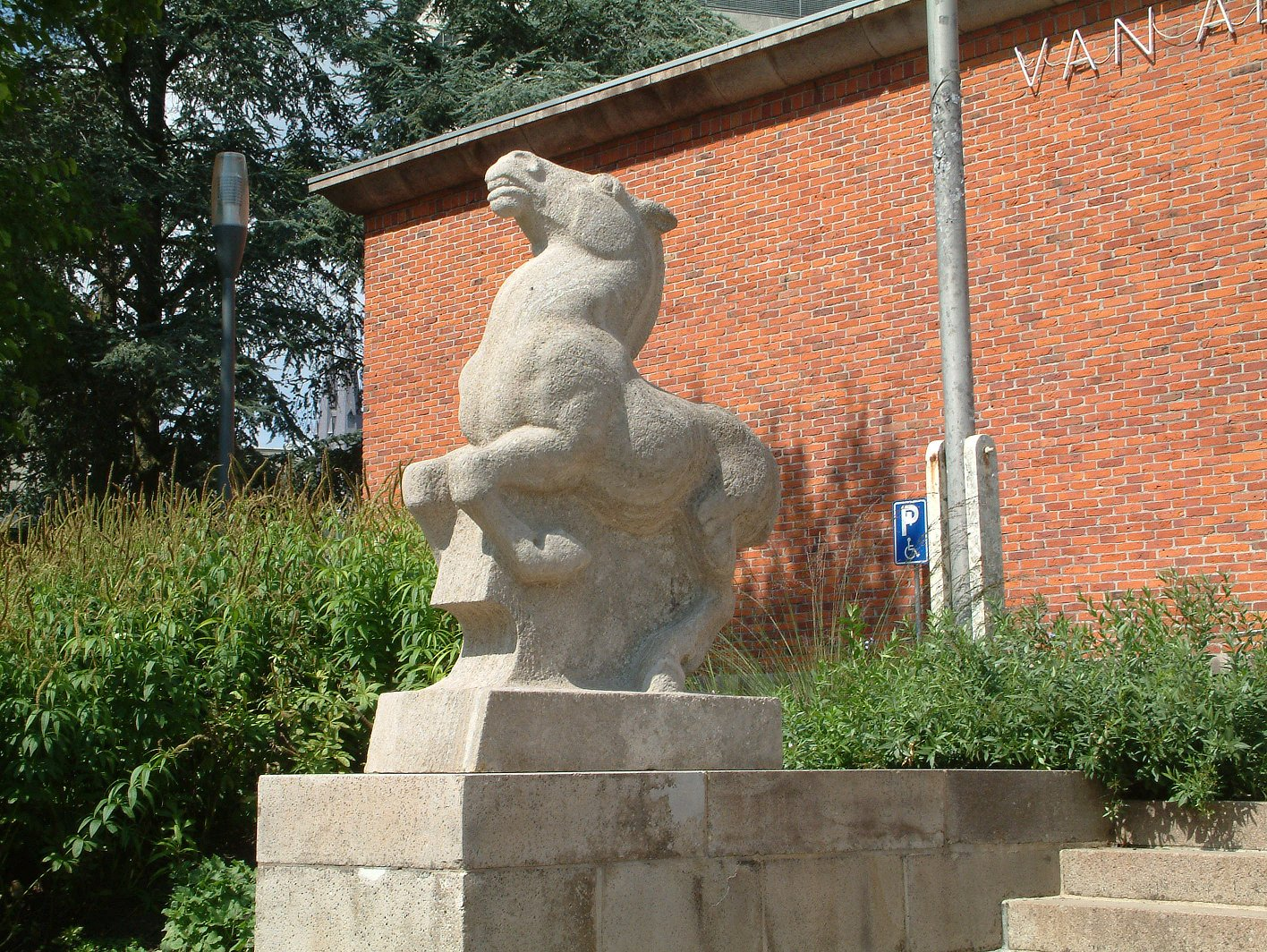
Beeld van John Rädecker voor de ingang

### Rondom het museum
Buiten in de museumtuin staat het kunstwerk Balzac door Auguste Rodin; andere gietingen van dit kunstwerk staan bijvoorbeeld in Parijs en in New York. Aan weerszijden van de trappartij naar de hoofdingang staan de paarden van de beeldhouwer John Rädecker, die ook beeldhouwwerk vervaardigde voor het Nationaal Monument op de Dam.
Aan de achterzijde is het museum via de Stratumsedijk te bereiken via het huisje van John Körmeling, getiteld Echt iets voor u, dat (gratis) toegang biedt tot het terras en museumcafé, van waaruit men door kan lopen naar auditorium, shop, en kaartverkoop. Het huisje van Kömerling, van wie het museum meerdere werken in de collectie heeft, is fel roze, dat contrasteert met de grijze leisteen van de nieuwbouw.  Het kunstwerk Echt iets voor u is tevens de kortste overdekte brug ter wereld.

## Tentoonstellingen

### Tijdelijke tentoonstellingen

#### 2005-2006: EindhovenIstanbul
In 2005-2006 was de tentoonstelling “EindhovenIstanbul” te bezoeken. Deze werd opgezet onder leiding van conservatoren Eva Meyer-Hermann en Charles Esche. Het toonde toonaangevende kunstwerken, van 40 internationale kunstenaars, die sinds de jaren 1990 tijdens de Biënnale in Istanboel tentoongesteld waren en bestond uit diverse kunstuitingen zoals installaties, videoprojecties, sculpturen, schilderijen en tekeningen. EindhovenIstanbul bracht voor het eerst “het Museum” en de “Biënnale” in één tentoonstelling samen en toonde behalve fysiek ook geestelijk een diversiteit aan kunstwerken. Sommige van de werken richtten zich op de vrij algemene, filosofische kwesties met betrekking tot de mensheid, het leven en het menselijk bestaan; andere werken wezen richting een bepaalde sociale, economische en politieke context. Het doel was om verschillen te overbruggen, verschillen tussen twee steden, verschillen tussen twee instellingen, verschillen tussen kunstenaars en bezoekers.

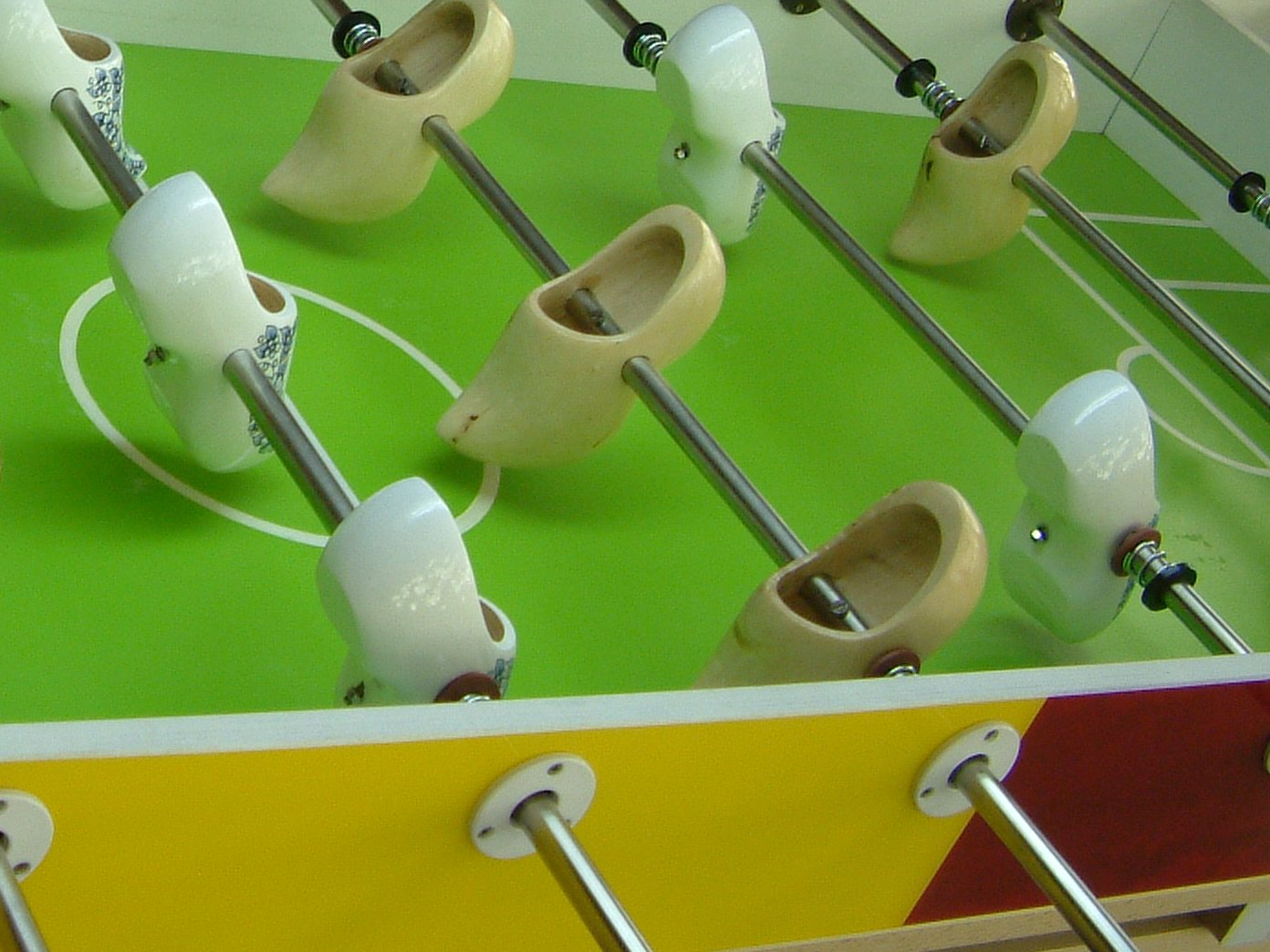
tafelvoetbalspel met klompen. Be(com)ing Dutch

#### 2008: Be(com)ing Dutch
In 2008 werd de tentoonstelling “Be(com)ing Dutch” opgezet, die zich richtte op gevoelige kwesties in Nederland met betrekking tot identiteit, nationaliteit, burgerschap en Sociale cohesie. De tentoonstelling was gericht op de multiculturele samenleving en ging over Nederlander worden in drie fasen; allereerst in het imaginair verleden, daarna het imaginair heden en vervolgens de imaginaire toekomst. Het startte met foto’s van onder meer Ed van der Elsken, een veelbereisde fotograaf. Foto’s werden geëxposeerd uit de jaren zestig, zeventig van de 20e eeuw, waar al duidelijk te zien was dat de multiculturele samenleving al bestond. Verder ook veel kunst van en over Indonesië, zoals de tekst van Nederland, die in Indonesië werd voorgedragen en gebruikt “ter ere van 100 jaar onafhankelijkheid”. Schrijnend voorbeeld van een contradictie, waarbij de tekst wordt voorgedragen rapper Salah Edin, een huidig exponent van de multiculturele samenleving. Verder was er veel beeldende kunst, maar ook multimediale kunst te bewonderen, waarbij de bezoeker aan het denken wordt gezet, of het nu gaat om een stuk tekst uit de Bijbel voorgedragen in het Arabisch of een tafelvoetbalspel van klompen. De tentoonstelling vormde onderdeel van een tweejarig project.

#### 2012-2013: Lissitzky-Kabakov, Utopie en werkelijkheid
Van december 2012 tot april 2013 organiseerde het Van Abbemuseum de tentoonstelling Lissitzky-Kabakov, Utopie en werkelijkheid. Voor deze tentoonstelling nodigde het museum de Russische kunstenaars Ilja (1933) en Emilia (1945) uit om als gastconservator een tentoonstelling te maken. In deze tentoonstelling werd het werk van beide kunstenaars samengebracht met werken van El Lissitzky (1890-1941). Het was de eerste keer dat de oeuvres van deze beroemde Russische kunstenaars uit de 20e eeuw samen worden gepresenteerd. De tentoonstelling vormde onderdeel van het Nederland-Rusland jaar en was na Eindhoven in 2013 te zien in de Hermitage in Sint-Petersburg en het Multimedia Art Museum (MAMM) in Moskou.

#### 2014-heden(?): Positions
In 2014 is het Van Abbemuseum begonnen met de meerjarige tentoonstellingsreeks Positions, waarbij de stem van de kunstenaar centraal staat. Positions is een serie solotentoonstellingen die met elkaar in een dialoog zijn geplaatst in de tien zalen van de oudbouw van het Van Abbemuseum. De kunstenaars die in de reeks Positions-exposities werden tentoongesteld zijn Lawrence Abu Hamdan, Céline Condorelli, Bouchra Khalili, Charles van Otterdijk en Koki Tanaka (Positions #1), Anna Boghiguian, Chia-Wei Hsu, Nástio Mosquito en Sarah Pierce (Positions #2), Rossella Biscotti, Duncan Campbell, Maryam Jafri en Natasja Kensmil (Positions #3) en Gluklya (Natalia Pershina-Jakimanskaya), Naeem Mohaiemen, het duo Sandi Hilal & Alessandro Petti (Positions #4), Mercedes Azpilicueta, Anna Dasović, Em'kal Eyongakpa, Quinsy Gario en Mounira Al Solh (Positions #5. Telling Untold Stories).

#### 2024-2026: Verborgen Verbanden
Deze tentoonstelling toont het koloniale verleden van het Van Abbemuseum, dat is opgericht met het kapitaal dat Henri van Abbe vergaarde met de productie van sigaren (merk Karel I) gemaakt van tabak uit Nederlands-Indië.

#### Overige tijdelijke tentoonstellingen 2009 – heden
- Deimantas Narkevicius: The unanimous life (2009)
- Sanja Ivekovic: Urgent matters (2009)
- Take on me (take me on). Een alternatieve productiefabriek (2009)
- Tricksters tricked (2010)
- Glow 2010: (Re-)discovering Eindhoven (2010)
- Energie voor Woensel West: Presentatie Duurzame stroom netwerk (2011)
- Vanuit hier: Dick Verdult: En op zondag vieren we Vrijdag (2011)
- Het vierkante ei 2011 (2011)
- Take it or leave it. Design economics (2011)
- Sara van der Heide: Hollands kabinet (2012)
- Yael Bartana: … and Europe will be stunned (2012)
- René Daniëls: Een tentoonstelling is ook altijd een deel van een groter geheel (2012)
- Ahmet Ögüt: Guppy 13 vs Ocean Wave. A Bas Jan Ader experience, 2010 (2012)
- Piero Gilardi: Samen werken (2012)
- David Maljkovic: Sources in the air (2012)
- Jewyo Rhii: Walls to talk to (26 januari 2013 – 12 mei 2013)
- Sheela Gowda: Open eye policy (23 februari 2013 – 26 mei 2013)
- Erzen Shkololli: Pejë, Kosovo, 1998 (6 april 2013 - 23 juni 2013)
- Manon de Boer: Encounters (8 juni 2013 – 15 september 2013)
- Mark Lewis: Pull Focus (15 juni 2013 – 13 oktober 2013)
- Tijs Rooijakkers: Supertoll! (1 juli 2013 - 19 januari 2014)
- Trevor Paglen: Code Names (19 september 2013 – 19 januari 2014)
- Museum of Arte Útil (7 december 2013 – 30 maart 2014)
- Arnoud Holleman: Radio Balzac (1 februari 2014 - 21 september 2014)
- Amalia Pica: A ∩ B ∩ C (lijn) (15 februari 2014 - 14 september 2014)
- Hito Steyerl (12 april 2014 – 22 juni 2014)
- Not For Sale (24 mei 2014 - 25 januari 2015)
- Dutch Art Institute: Using the museum (28 september 2014 - 12 oktober 2014)
- Mix Match Museum (10 oktober 2014 - 10 januari 2015) (18 april 2015 - 6 september 2015)
- Jan van Toorn: Staging the message (27 september 2014 - 29 maart 2015)
- Sachi Miyachi: The fall - transition into the better (29 september 2014 - 29 maart 2015)
- Design Academy Eindhoven voor DDW 2014: "Sense Nonsense" (18 oktober 2014 - 9 november 2014)
- Bekentenissen van de imperfectie (22 november 2014 - 22 februari 2015)
- Ahmet Ögüt: Vooruit! (7 maart 2015 - 14 juni 2015)
- Esther Tielemans: Same moment, two different memories (18 april 2015 - 20 september 2015)
- Carla Zaccagnini: Elements of beauty. A tea set is never only a tea set. (18 april 2015 - 3 januari 2016)
- Radically Mine 2015 (23 april 2015 - 10 mei 2015)
- Een republiek der kunsten (27 juni 2015 - 4 oktober 2015)
- Li Mu: A Man, A Village, A Museum (19 september 2015 - 10 januari 2016)
- Marie Lexmond: Yellow interior in 11.620 parts (3 oktober 2015 - 13 maart 2016)
- Design Academy Eindhoven voor DDW 2015: Thing Nothing (17 oktober 2015 - 15 november 2015)
- Glow 2015: Spectral exitance (7 november 2015 - 14 november 2015)
- Daniela Ortiz: 97 house maids (16 januari 2016 - 11 september 2016)
- Van wie is de straat? (20 februari 2016 - 17 februari 2019)
- Onno Dirker: Voltaire (21 maart 2016 - 11 september 2016)
- Radically Mine 2016 (15 april 2016 - 16 mei 2016)
- De jaren 80 (16 april 2016 - 25 september 2016)
- Boudry/Lorenz: Normal Work & Toxic (28 mei 2016 - 4 september 2016)
- Guerrilla Girls, 1985-nu (9 juli 2016 - 2 juli 2017)
- Ade Darmawan: Magic Centre (17 september 2016 - 22 januari 2017)
- Bas van Beek: Pracht und prinzip (24 september 2016 - 26 maart 2017)
- Design Academy Eindhoven voor DDW 2016: Broken White (8 oktober 2016 - 6 november 2016)
- Sissel Marie Tonn: The intimate earthquake archive (10 november 2016 - 30 april 2017)
- Geraakt (17 november 2016 - 4 december 2016)
- Robert Glas: How to motivate someone to leave voluntarily (17 november 2016 - 30 april 2017)
- Christoph Vroom (12 december 2016 - 1 januari 2017)
- Mondriaan tot Dutch Design (1 januari 2017 - 31 december 2017)
- Lidewien van de Ven: FRAGMENTS [of a desire for revolution] (28 januari 2017 - 9 april 2017)
- Qiu Zhijie: Journeys without arrivals (1 april 2017 - 24 september 2017)
- De collectie in wisseling (3 april 2017 - 22 september 2017)
- Iris Kensmil: Studie in zwarte moderniteit (11 april 2017 - 28 mei 2017)
- Radically Mine! 2017 (20 april 2017 - 15 mei 2017)
- Navine G. Khan-Dossos: Echo chamber (6 mei 2017 - 7 januari 2018)
- René Daniëls: OWNNOW (8 juli 2017 - 3 september 2017)
- Michael Karabinos: Hier of daar? De plaats van het Karel I Archief (15 juli 2017 - 26 februari 2018)
- Design Academy Eindhoven voor DDW 2017: Beyond Generations (7 oktober 2017 - 5 november 2017)
- Glow 2017: Stop Licht (11 november 2017 - 19 november 2017)
- Rasheed Araeen: Een retrospectief (2 december 2017 - 25 maart 2018)
- 10 topstukken on tour (6 januari 2018 - 28 januari 2018)
- Michèle Matyn: After laughter (15 januari 2018 - 24 juni 2018)
- Tony Chakar: As in a beginning (17 februari 2018 - 22 april 2018)
- Frontier Imaginaries Ed. No. 5: Handelsmerken (7 april 2018 - 1 juli 2018)
- Radically Mine! 2018 (28 april 2018 - 10 juni 2018)
- Gam Bodenhausen: Graphite Knots (7 mei 2018 - 28 oktober 2018)
- Dustin Thierry en Wigbertson Julian Isenia: Black Queer Diaspora in the Netherlands (9 juni 2018 - 2 juni 2019)
- Second Reading (16 juni 2018 - 24 juni 2018)
- Monira Al Qadiri: Spectrum I (29 juni 2018 - 31 december 2018)
- Etcetera...: Errorist Kabaret (1 juli 2018 - 9 september 2018)
- 30 jaar Heinekenprijs voor de kunst (14 juli 2018 - 30 september 2018)
- Taus Makhacheva: Storeroom (22 september 2018 - 27 januari 2019)
- Design Academy Eindhoven voor DDW 2018: Geo-Design: Alibaba. From here to your home (13 oktober 2018 - 11 november 2018)
- Creative Residency In Arita voor DDW 2018: Behind Shiny Glazing (20 oktober 2018 - 28 oktober 2018)
- Dutch Posters 1997-2017 (20 oktober 2018 - 11 november 2018)
- Glow 2018: ... In the dark (10 november 2018 - 17 november 2018)
- Josefin Arnell: The Tick (10 november 2018 - 31 december 2019)
- With Pride (17 november 2018 - 3 februari 2019)
- Tracking Frank Stella (9 februari 2019 - 7 april 2019)
- Frank Mandersloot: Marken Eindhoven (2011-2019) (9 februari 2019 - 10 juni 2019)
- Tijs Rooijakkers: Woensel Supertoll! (6 april 2019 - 1 april 2020)
- Radically Mine! 2019 (18 april 2019 - 16 juni 2019)
- Radically Ours (18 april 2019 - 11 augustus 2019)
- The Otolith Group: Xenogenesis (25 mei 2019 - 18 augustus 2019)
- René Daniëls (15 juni 2019 - 15 september 2019)
- (On)gezien (20 juni 2019 - 1 augustus 2019)
- Ooggetuigen van strijd (31 augustus 2019 - 6 oktober 2019)
- Eindhoven Bezet: 75 tastbare herinneringen (31 augustus 2019 - 15 mei 2020)
- Ad Snijders: Vrij schilderen (8 september 2019 - 18 april 2020)
- Design Academy Eindhoven voor DDW 2019: Geo-Design: Junk. All That Is Solid Melts into Trash (19 oktober 2019 - 17 november 2019)

### Langdurige tentoonstellingen

#### 2006-2009: Plug In

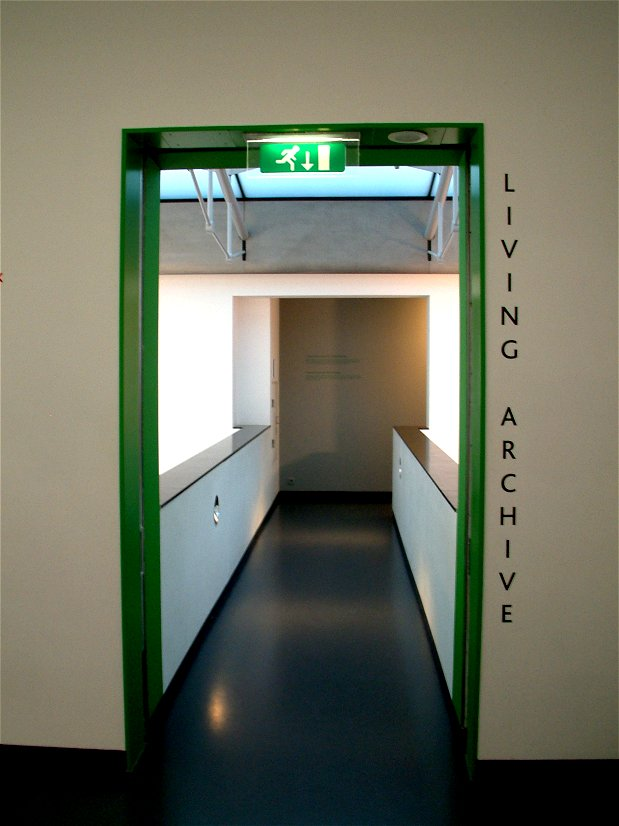
Naar een zaal van Living Archive

Van 8 oktober 2006 tot 27 november 2009 vond het tentoonstellingsproject Plug In plaats. Bij het concept Plug In werden geregeld delen van de collectie vervangen door nieuwe kunstwerken. Elke zaal kende haar eigen onderwerp, bijvoorbeeld een kunstenaar, een thema of een tijdsfase. Hierdoor had elke zaal een andere uitwerking op de bezoeker.
De presentaties van Plug In werden onder andere door gasten van buiten het museum zoals kunstenaars en gastconservatoren samengesteld. Elke zaal stond op zichzelf, met een eigen thema en een eigen presentatieduur. “Hierdoor ontstonden in de opeenvolgende zalen steeds weer andere verhalen, verrassende verbanden en onthullende tegenstellingen. Plug In verwees niet alleen naar de zalen, die als blokken in een blokkendoos in- en uitgeschoven kunnen worden, maar was ook een uitnodiging aan de bezoekers, om al naargelang interesse of behoefte ‘in te pluggen’ en de verbeelding aan het werk te zetten”, zoals het museum het omschrijft Eén zaal van de nieuwbouw was slechts middels een kijkgat te bekijken. Het museum schuwt de vernieuwing niet en zo waren onder meer de kunstwerken van Sterren op het Doek te zien in het museum.

#### 2005-2009: Living Archive
Van 8 mei 2005 tot 8 november 2009 liep het tentoonstellingsproject Living Archive. Dit project omvatte een serie documentaire tentoonstellingen op basis van het eigen museumarchief. Het archief van het Van Abbemuseum werd als uitgangspunt voor de tentoonstellingen genomen, waarbij uitgegaan werd van de verschillende identiteiten en betekenissen van de individuele kunstwerken. De kunstwerken werden verklaard, hun materiële kenmerken werden omschreven en de wijze waarop en waarom het kunstwerk in de collectie van het Van Abbemuseum is opgenomen werd zichtbaar gemaakt. Is het werk bijvoorbeeld al vaak getoond, wordt het vaak in bruikleen gegeven voor andere tentoonstellingen of is het vrijwel altijd in het depot? Aan elk kunstwerk kunnen waarden worden toegekend, en op welk gebied is het kunstwerk gericht, sociaal, politiek of bijvoorbeeld op economische aspecten. Is het een ideologische kunstwerk of gaat het over de nationale identiteit. Ook de context waarin het gepresenteerd werd gaf een invalshoek om het werk goed te leren kennen. In welk thema is het geëxposeerd en hoe het zich verhoudt tot andere werken zijn aspecten die het kunstwerk een plaats geeft. Tevens was er één zaal ingericht als kijkersdepot, waarbij de bezoekers kunnen aangeven welk werk uit de collectie zij graag zouden zien. Een selectie van die aanvragen werd dan getoond.

#### 2009-2011: Play Van Abbe
Het project Play Van Abbe liep van 28 november 2009 tot 14 augustus 2011. Naast tentoonstellingen omvatte het programma tevens projecten, performances, lezingen en discussies. In het project stelde het Van Abbemuseum actuele vragen over de identiteit en het doel van musea en instellingen voor cultureel erfgoed centraal. De focus lag daarom niet alleen op de kunstwerken uit de collectie, maar ook op de manier waarop men kijkt naar kunst en erover praat in een museum.
Het programma van Play Van Abbe bestond uit vier delen met ieder een eigen thema, namelijk:
- Deel 1, Het spel en de spelers, zette de verhalen van kunstenaars en tentoonstellingsmakers centraal.
- Deel 2, Tijdmachines, had historische museummodellen als onderwerp.
- Deel 3, De principes van het verzamelen/Het verzamelen van principes zette het verzamelen centraal.
- Deel 4, De toerist, de pelgrim, de flaneur (en de werker), onderzocht de bezoekerservaring en het plezier van een museumbezoek.

#### 2013-2017: Er was eens… De collectie nu
Er was eens… De collectie nu liep van 2 november 2013 tot 2 april 2017. De presentatie bestond uit meer dan 600 kunstwerken en archiefstukken. Er waren zowel werken uit de vorige eeuw te zien, zoals een Picasso uit 1909, als recente aankopen die niet eerder waren getoond. De tentoonstelling bestond uit verschillende thema’s waarin een koppeling werd gemaakt tussen kunstwerken en de maatschappelijke context waarin ze werden gemaakt en getoond.
De thema’s waren als volgt:
- 1904-1948 – ‘Burgerdeugd, kunst- en gemeenschapszin’ in Eindhoven rond 1936
- 1909-1975 – De moderne tijd in West-Europa en de Verenigde Staten
- 1965-1985 – Tegenculturen en Doe-het-Zelfarchief
- 1983-nu – Globalisering
- 1973-2006 – De geschiedenis slaat terug

De tentoonstelling Er was eens… De collectie nu bevatte werken van onder meer Alptekin, Appel, Baer, Beuys, Billing, Braque, Broodthaers, Chagall, Delaunay, Dibbets, Van Doesburg, Dumas, Fontana, Gestel, Gordon, Haacke, Hamilton Finlay, Heiman, Immendorff, Jonas, Jorn, Judd, Karamustafa, Kiefer, Klein, Kusolwong, LeWitt, Lissitzky, Mareschal, Mondriaan, Murtazaoglu, Muñoz, Nauman, Perjovschi, Picasso, Qiu, Rosler, Sasnal, Schwitters, Sluijters, De Smet, Solakov, Stella, Toorop, Ugay, Warhol, Weiner, Willink, Wulia en vele anderen.

#### 2017-heden: The Making of Modern Art
In The Making of Modern Art, te zien vanaf 29 april 2017, laat een serie stijlkamers zien welke rol musea, verzamelaars en tentoonstellingen hebben gespeeld bij het vormen van de moderne canon. De acht zalen van de tentoonstelling zijn ingericht in verschillende stijlkamers waarin een setting uit een bepaalde tijd of van een bepaalde locatie is nagebouwd, waardoor de bezoeker steeds een ander perspectief krijgt waarmee het ontstaan van het verhaal over de moderne kunst duidelijk wordt gemaakt.
Deze collectiepresentatie bevat werken van onder anderen Mondriaan, Picasso, Sol LeWitt, Kandinsky en Léger.

#### 2017-heden: The Way Beyond Art
The Way Beyond Art is vanaf 1 juli 2017 te zien. Aan de hand van de drie thema's 'Land', 'Thuis' en 'Werk' worden kunstwerken getoond die vragen aan de orde stellen. In wat voor een land of maatschappij willen wij leven, welke rol spelen vrijheid, identiteit en duurzaamheid? In de tentoonstelling wordt onderzocht hoe het museum en kunstwerken kunnen worden gebruikt om deze vragen met elkaar te delen. 
De setting van de tentoonstelling is vormgegeven door Can & Asli Altay en geeft alternatieven voor het traditionele model van de witte kubus.
De titel van de tentoonstelling is ontleend aan een boek uit 1947 van Alexander Dorner, museumdirecteur in Hannover in de jaren dertig van de twintigste eeuw.
De collectiepresentatie The Way Beyond Art bevat werk van onder meer Chto Delat, Corneille, Dan Flavin, Nilbar Güres, Iris Kensmil, Anselm Kiefer, John Körmeling, Taus Makhacheva, Füsun Onur, Dan Peterman, Thomas Schütte en Franz Erhard Walther.

#### 2018-heden: Museumindex: het museum in getallen
De museumindex is sinds 13 december 2018 te zien en bestaat uit een serie infographics gebaseerd op gegevens uit de collectiedatabase van het museum. Vormgever Joost Grootens vertaalde deze data in visualisaties. 
In de museumindex is onder anderen een top twintig van de meest bereisde kunstwerken te zien, een overzicht van de 'leeftijd' van kunstwerken op het moment van aankoop en hoeveel werken van mannelijke en vrouwelijke kunstenaars zijn aangekocht.
Het onderzoeksproject Museumindex is begonnen in 2010 en was geïntroduceerd door (gast)conservator Galit Eilat.

#### 2019-heden: Multisensory Museum
De multizintuiglijke museumruimte is sinds 28 februari 2019 te zien en behandelt de vraag: hoe zou het museum eruitzien als het vanuit alle zintuigen was ontworpen? 
In 2016 begon het Van Abbemuseum samen met architecten Peter-Willem Vermeersch en Tomas Dirrix, de KU Leuven en in co-design met ervaringsdeskundigen met een visuele, auditieve of mobiele beperking, de museumruimte te onderzoeken en herdefiniëren vanuit een multi sensorisch en inclusief perspectief.

## Programma's

#### Onvergetelijk Van Abbe
Het Van Abbemuseum organiseert sinds april 2013 interactieve rondleidingen voor mensen met Alzheimer en hun mantelzorgers in het kader van het programma Onvergetelijk Van Abbe. Dit programma is in samenwerking met het Stedelijk Museum Amsterdam opgezet en is geïnspireerd op het Meet Me at MoMA-programma van het Museum of Modern Art in New York.

#### Special Guests
Het Van Abbemuseum startte op 11 oktober 2014 met het Special Guests programma. Dit project bestaat uit aanvullende programma’s, rondleidingen en aanpassingen voor mensen met een visuele en/of auditieve handicap en mensen die door een mobiele beperking niet naar het museum kunnen komen. Zo kunnen deelnemers bij de Special Guests rondleidingen kunstwerken uit de collectie aanraken en worden onder meer muziek, literatuur en geur gebruikt en is er voor dove- en slechthorende bezoekers een luisterroute in gebarentaal.

## Samenwerkingsverbanden

#### L'Internationale
Het Van Abbemuseum vormt onderdeel van L’Internationale, een confederatie van zes toonaangevende musea voor moderne en hedendaagse kunst. De confederatie wil een ruimte voor kunst creëren binnen een niet-hiërarchisch en gedecentraliseerd internationalisme.
L’Internationale bestaat uit:
- Moderna Galerija[19] (Ljubljana, Slovenië)
- Museo nacional centro de arte Reina Sofía (Madrid, Spanje)
- Museu d’art Contemporani de Barcelona (Barcelona, Spanje)
- Museum van Hedendaagse Kunst Antwerpen (Antwerpen, België)
- SALT[20] (Istanboel en Ankara, Turkije)
- Van Abbemuseum (Eindhoven, Nederland)

In 2013 startte het vijfjarig programma The Uses of Art – The Legacy of 1848 and 1989 (UoA). Het programma bestaat uit tentoonstellingen, symposia, publicaties, magazines, een online forum, een educatieplatform en uitwisselingen van personeel. UoA eindigt in 2017 met gelijktijdige tentoonstellingen en evenementen door heel Europa.

## Directeuren
Museumdirecteuren zijn vaak de bepalende factor van de aankopen van een museum en de tentoonstellingen die worden gegeven. De eerste directeur was W.J.A. Visser, hij werd directeur in 1936. Tot aan de Tweede Wereldoorlog zou hij directeur blijven, maar trad toen terug omdat hij zich niet kon vereenzelvigen met het beleid van de Duitse bezetter en de Nederlandse handlangers. Na de oorlog werd hij gedurende een korte periode opnieuw directeur, maar in 1946 nam Edy de Wilde het roer over.
Door De Wilde zijn kubistische werken zoals Femme en vert van Picasso (voor ruim 110.000 gulden, toentertijd een enorm bedrag) en Hommage à Apollinaire van Marc Chagall aangekocht. Maar De Wilde stond onder druk: de zoons van Van Abbe vonden dat hij te weinig werken van hun vader tentoonstelde. De Wilde was het er niet mee eens, en voer gewoon zijn eigen koers. De Wilde bleef museumdirecteur tot 1964, waarna Jean Leering zijn opvolger was.
Leering probeerde tijdens zijn directoraat kunst minder elitair te maken en meer maatschappelijk engagement te geven. Verder wilde hij jongeren bij de actuele kunst te betrekken door middelbare scholieren voor vernissages uit te nodigen en ook inhoudelijke discussie met hen aan te gaan over recente aanwinsten. Zo kocht hij een blauw monochroom doek van Yves Klein. Tot 1973 bleef Leering deze functie uitoefenen. De vierde museumdirecteur was Rudi Fuchs die tot 1987 in functie bleef. Hij werd opgevolgd door Jan Debbaut.
Onder Debbaut vond de grootste verandering plaats, de schaalvergroting met de nieuwbouw. Debbaut begeleidde de nieuwbouw en na de heropening trad hij in 2003 terug. Huidige museumdirecteur is Charles Esche.
In zijn beleidsplan is Esche de directeur die zich vooral richt op “educatie”. Esche omschreef het tijdens de opening van het derde weekend van de Caucus als volgt: "Een museum kan niet meer alleen een verzameling van objecten zijn. Dat punt zijn we nu wel gepasseerd". Dat een museum meer is omschreef hij tijdens zijn openingsspeech als het aangaan van nieuwe relaties. Iets dat tot uiting komt in de tentoonstelling "Be[com]ing Dutch".

## Foto's

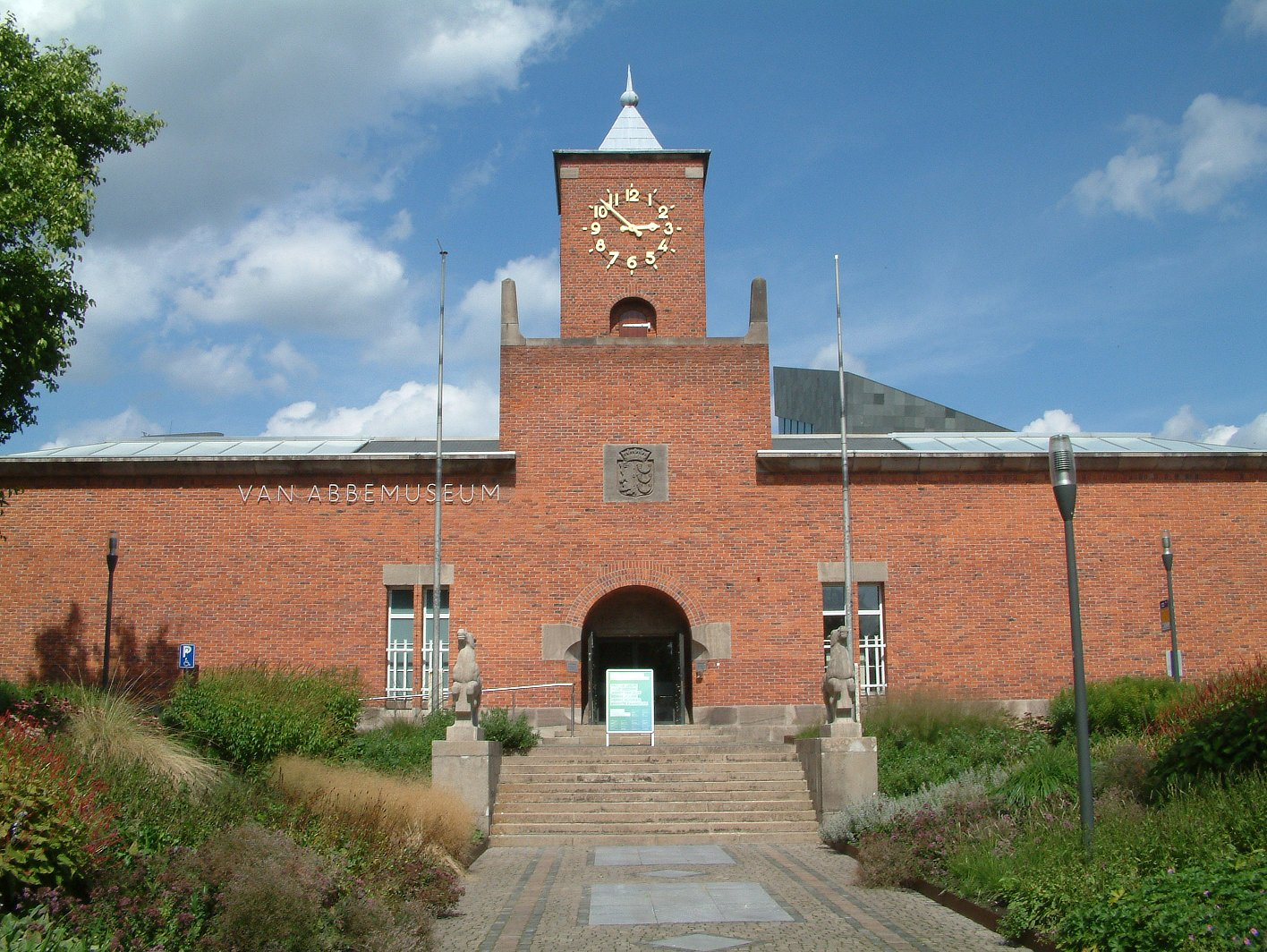
De hoofdingang
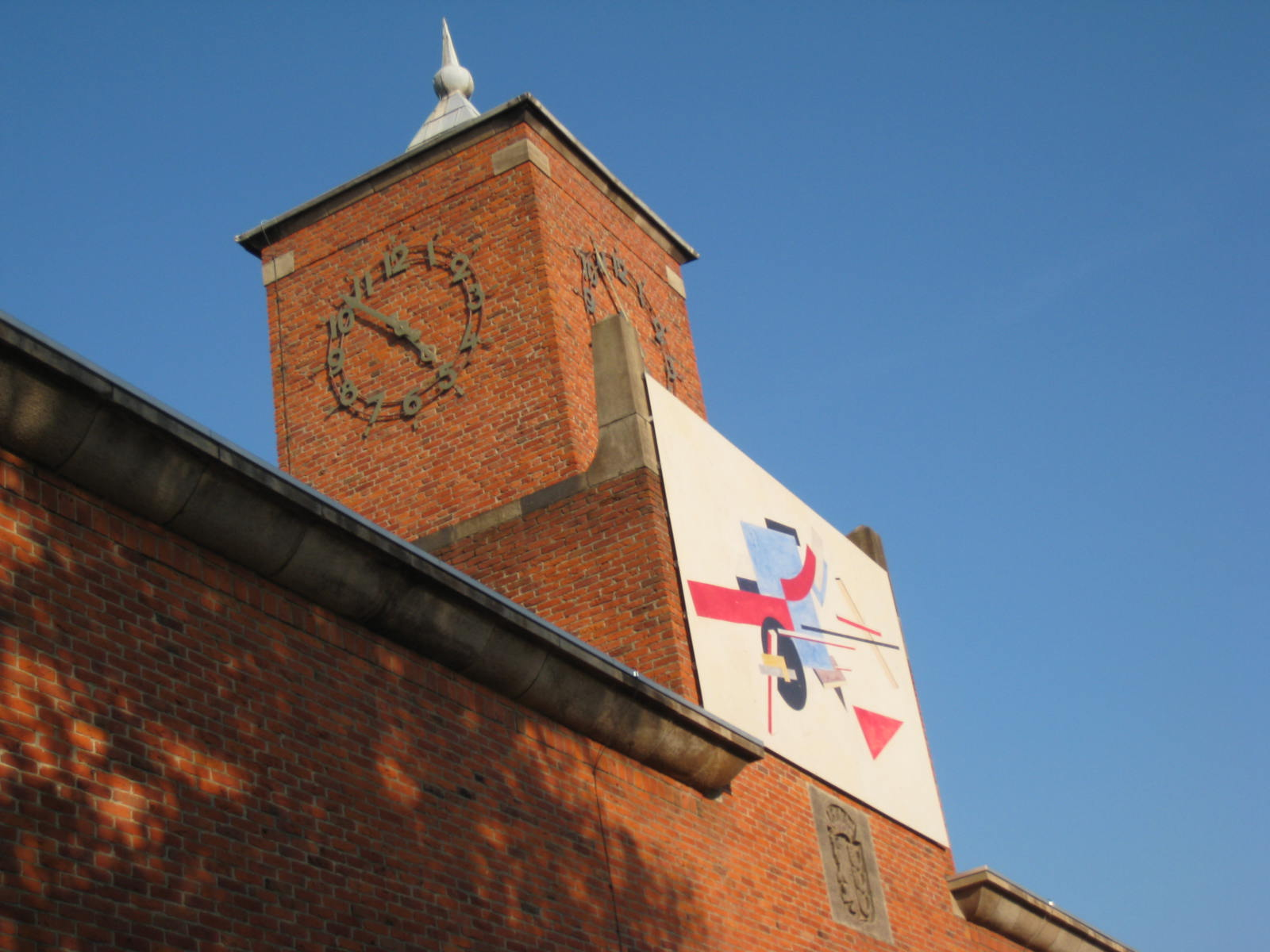
Detail toren Van Abbemuseum
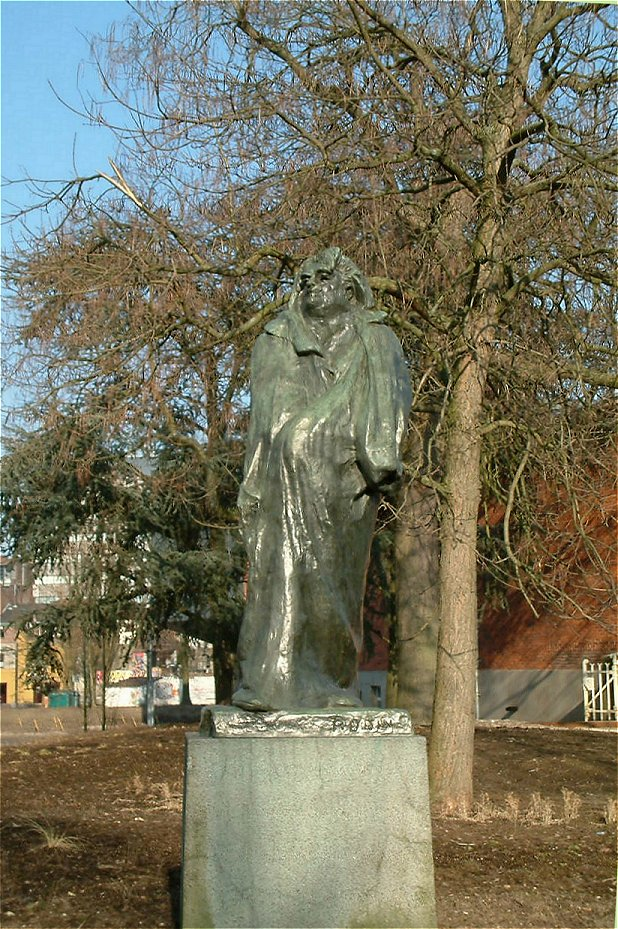
Honoré de Balzac van Rodin voor de ingang
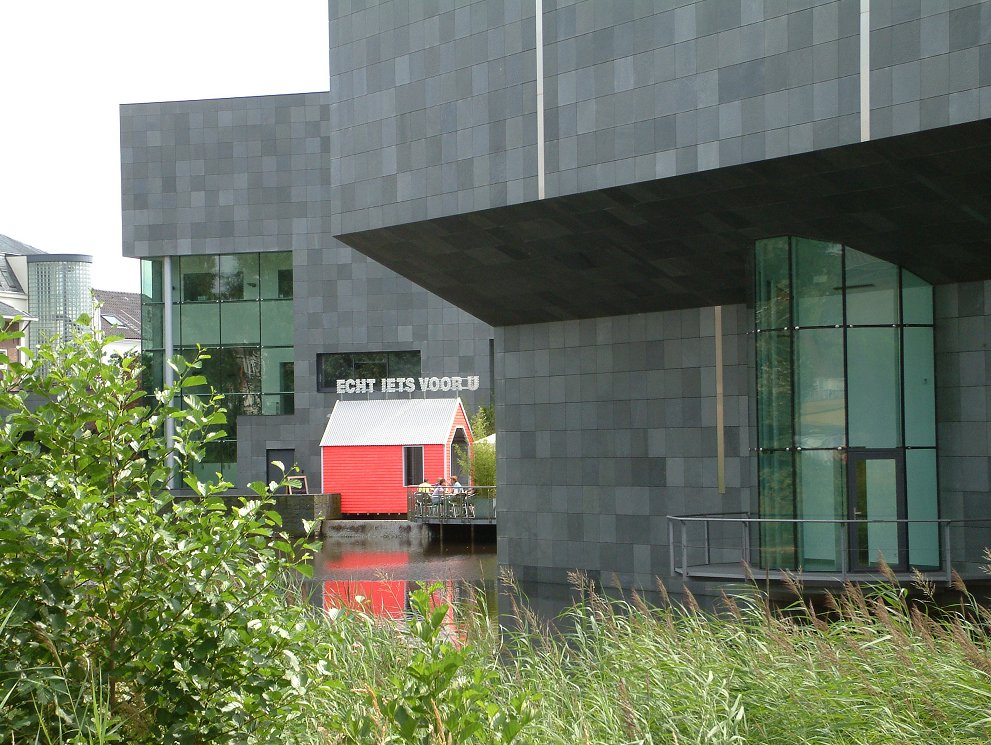
Huisje van Körmeling en nieuwbouw
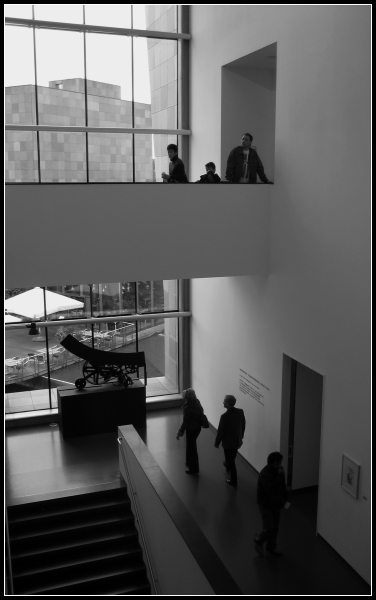
In het Van Abbemuseum
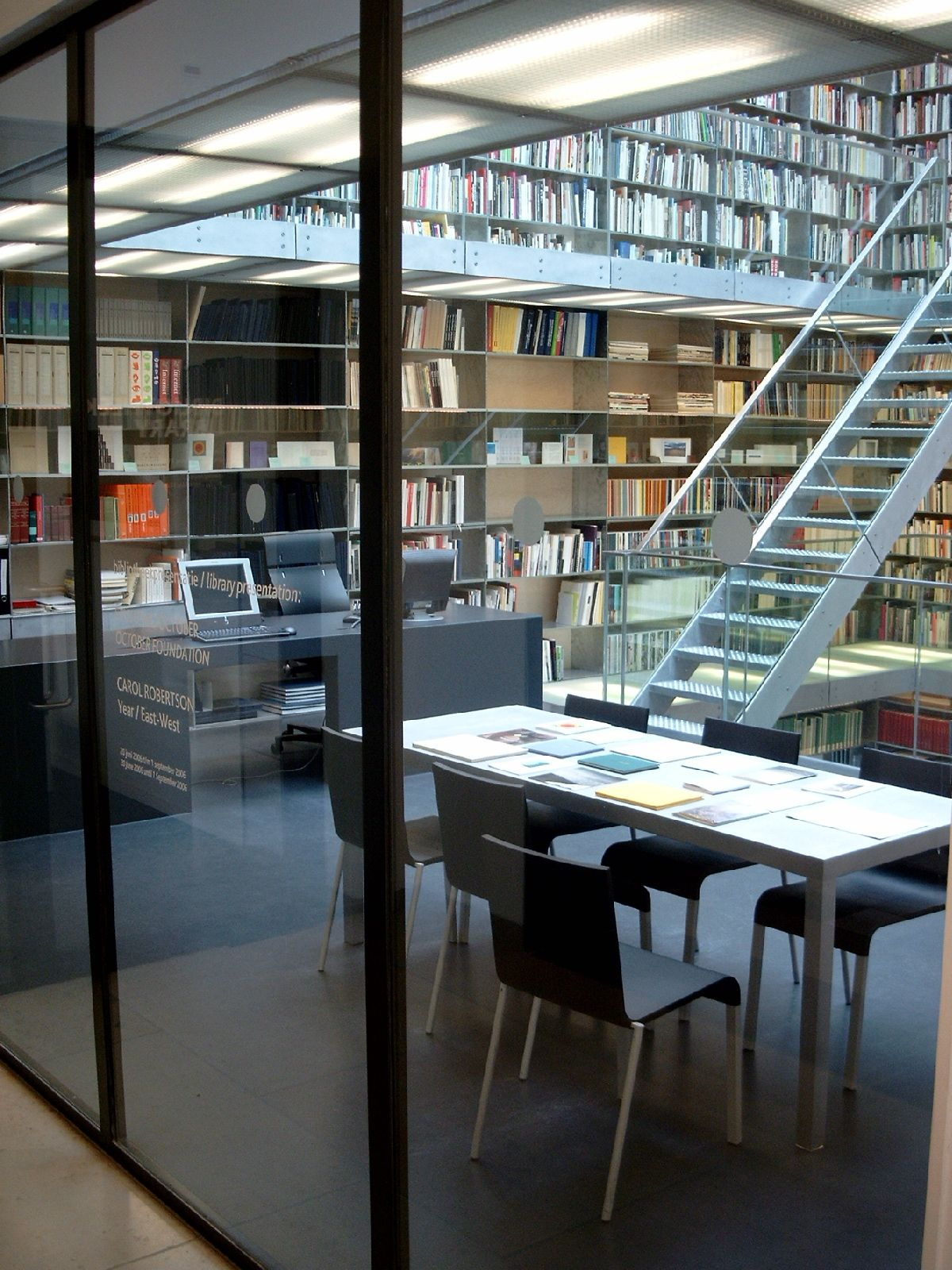
Museumbibliotheek Van Abbemuseum
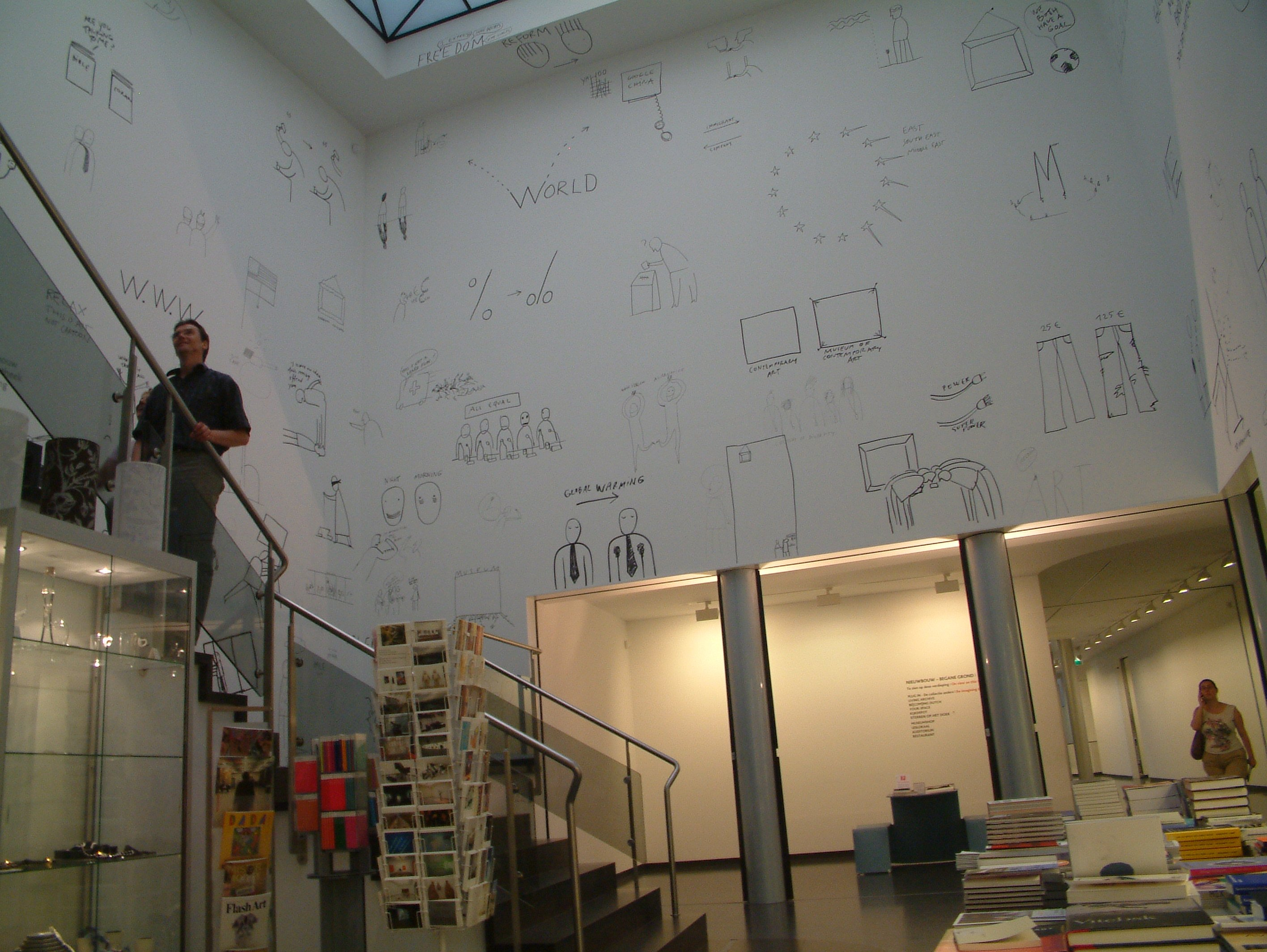
Entree van oudbouw naar nieuwbouw
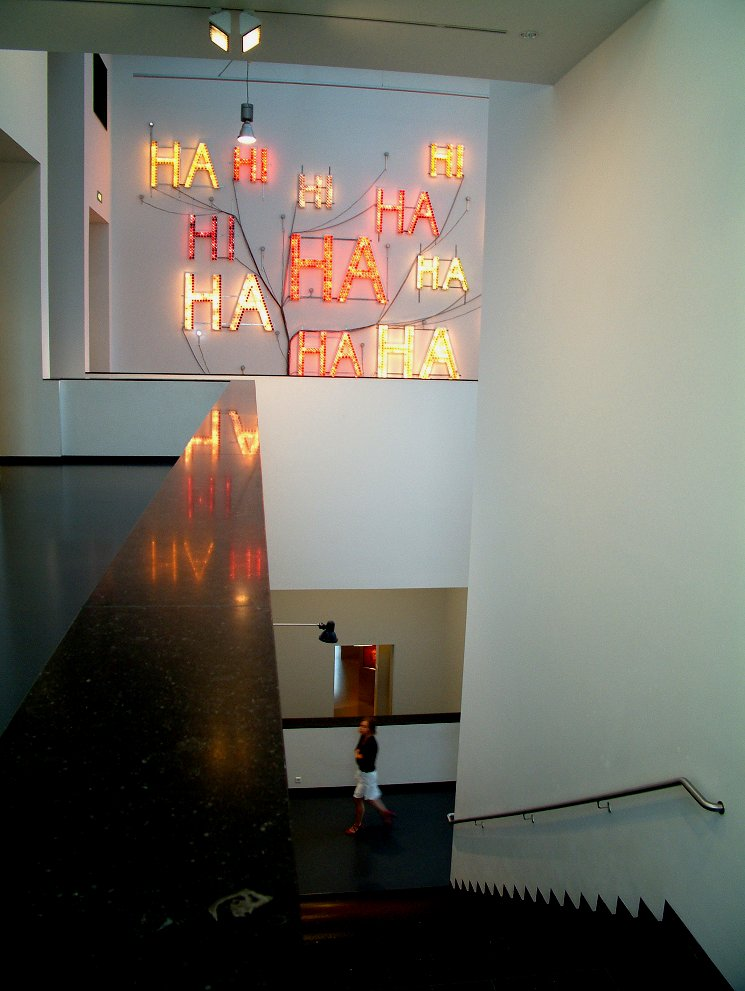
Exposities
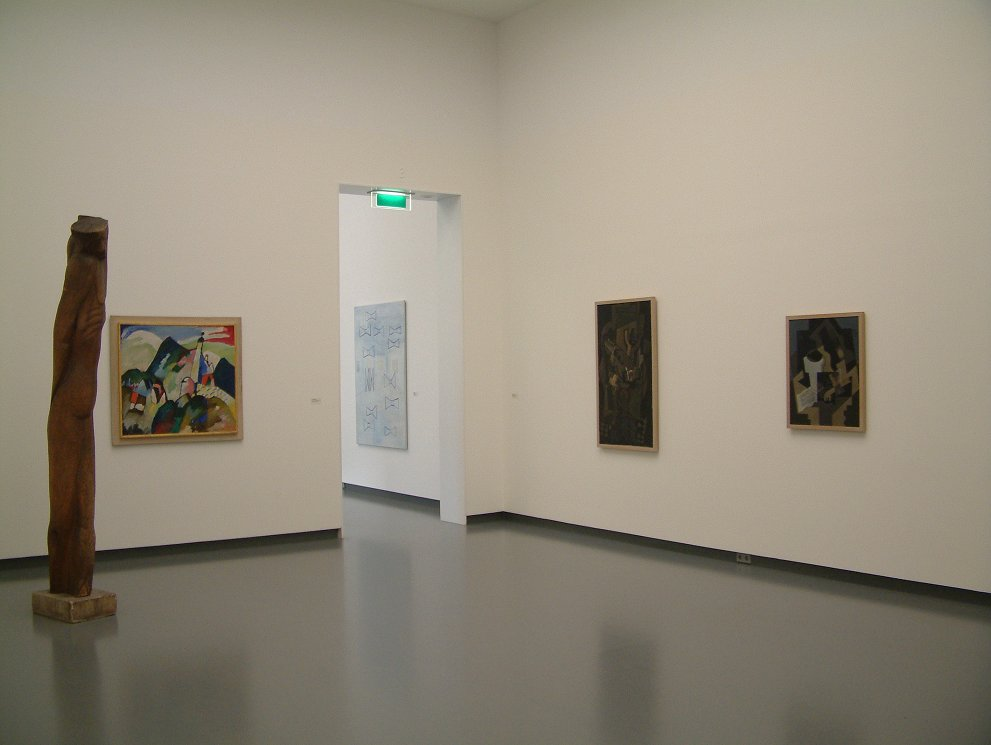
Exposities
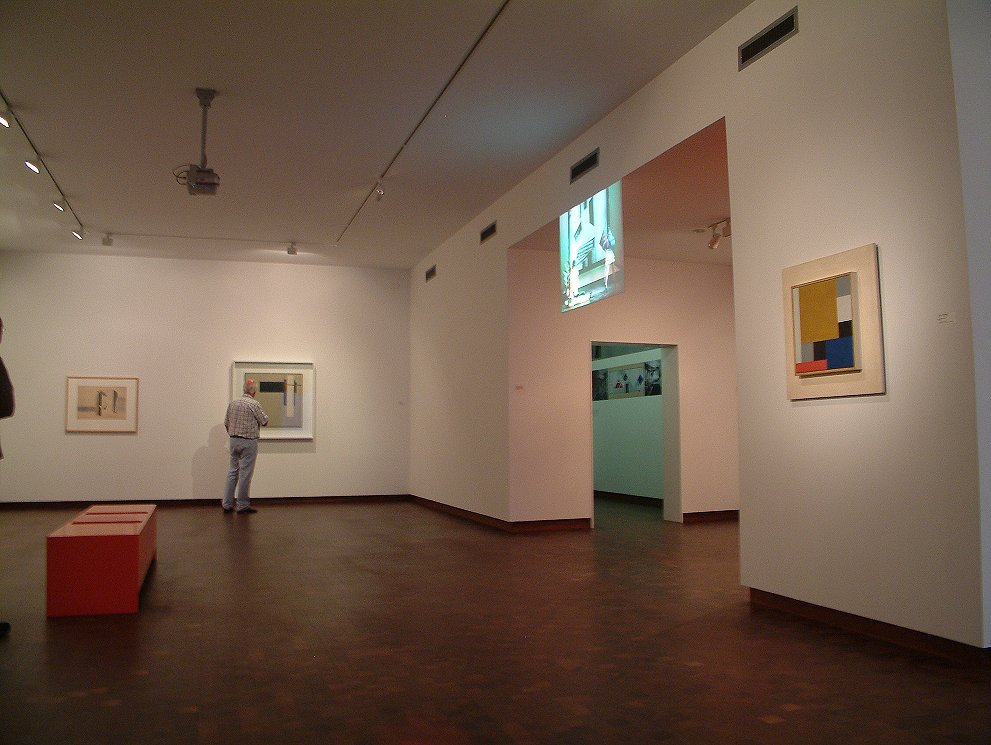
Exposities